# Easky
Easky (auch Easkey, irisch Iascaigh) ist eine Ortschaft im Westen der Grafschaft Sligo in Irland.
Im Jahre 2022 zählte die reine Siedlung von Easky 225 Einwohner. Die Ortschaft liegt etwa 40 Kilometer (Fahrtstrecke) westlich von Sligo am Wild Atlantic Way. Hier mündet auch der Easky River (irisch An Iascaigh, „die Fischreiche“) in den Atlantik. Bei Surfern sind die Wellen vor dem Strand und dem Ästuar des Flusses beliebt. Die felsige Küste ist auch für die Fossilien bekannt.
1418 wird Easky als Imleach Iseal (dt. niederes Randgebiet) benannt.

## Sehenswürdigkeiten
Der Turm, der heute als Überrest von Roslee Castle (Caisleán Ros Laoi) am Pier über den Strand zum Atlantik weithin sichtbar ist, repräsentiert den früheren Sitz der Familie O’Dowd. Der heute noch vorhandene Turm wurde 1207 für Oliver McDonnell erbaut, der eine O’Dowd heiratete.
Als Aussichtspunkt ist er heute eine unbekannte Attraktion.
Vier Kilometer westlich von Easky befindet sich der Rathlee Tower (Túr Ráth Lao), der sowohl im 19. Jahrhundert als auch im Zweiten Weltkrieg als Wachtturm oder als Beobachtungsposten genutzt wurde. Heute stehen allerdings nur noch die vier Mauern.
Die 1847 errichtete Easkey Bridge, die die Zuwegung zur Ortschaft von Sligo aus gewährleistet, ersetzte den 1844 durch Überflutung zerstörten Vorgängerbau. Zu Beginn des 19. Jahrhunderts wurden Delinquenten an der Brücke gehängt.

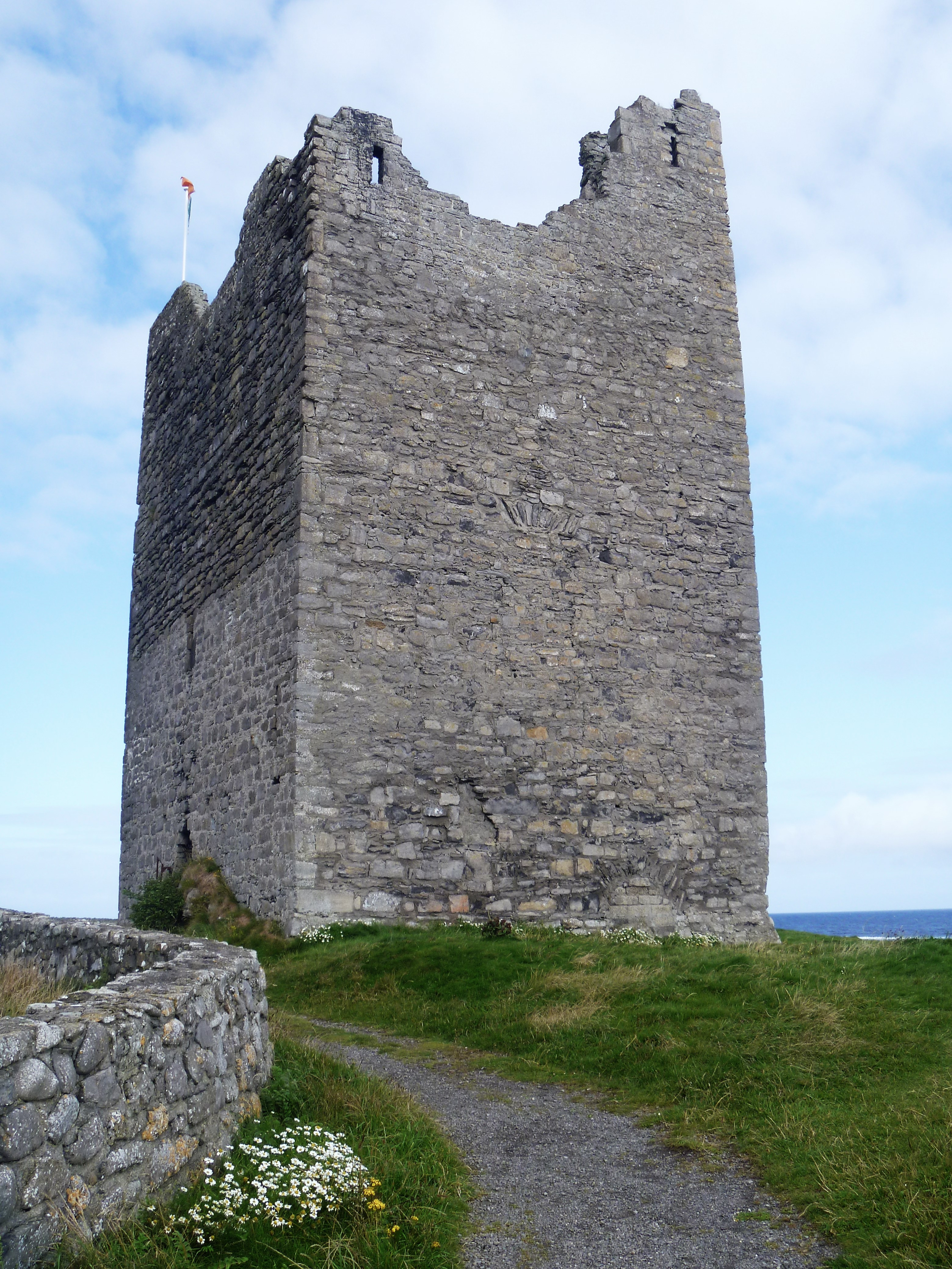
Roslee Castle, O’Dowd Castle oder Easky Castle
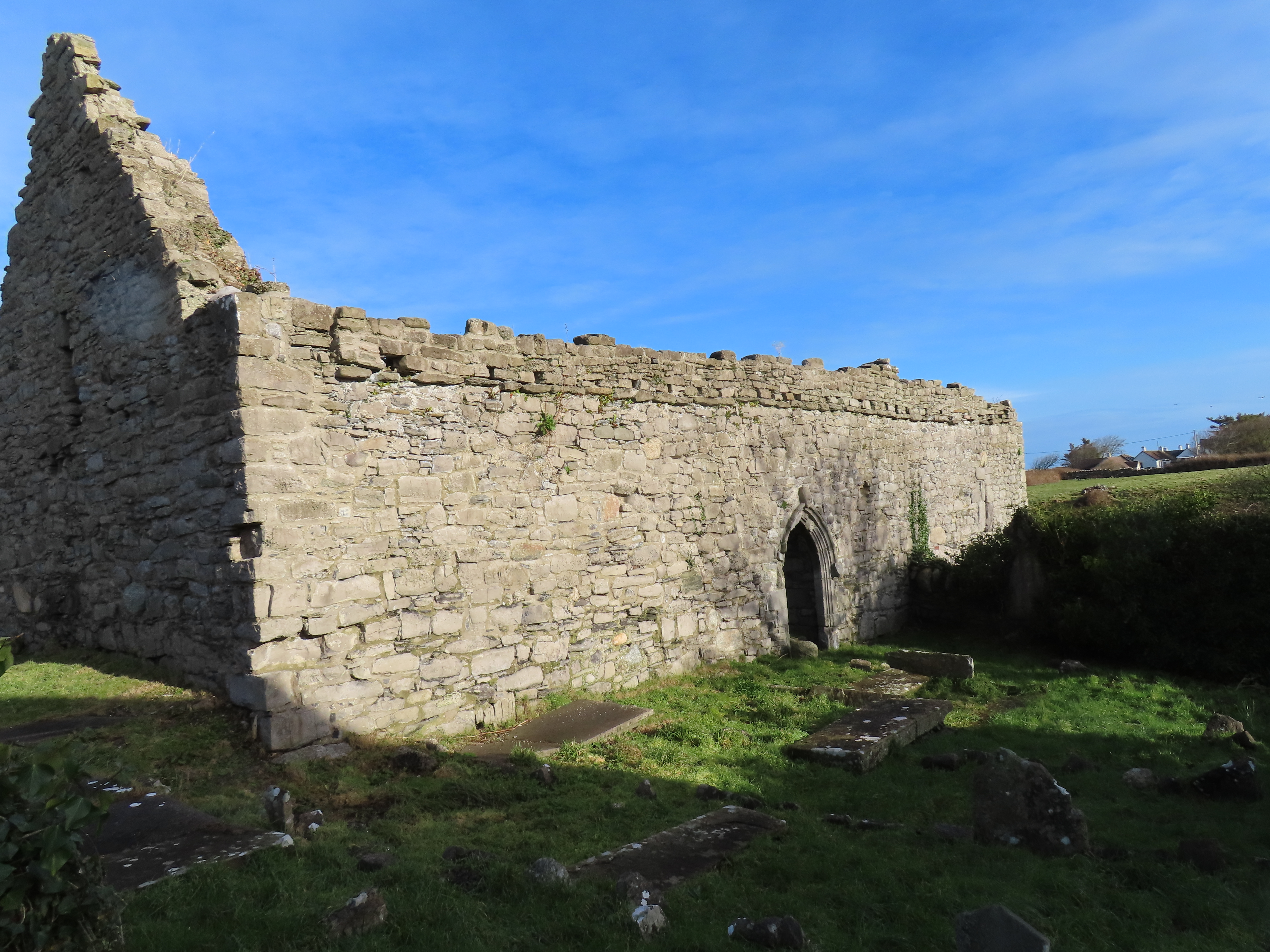
Easky Abbey
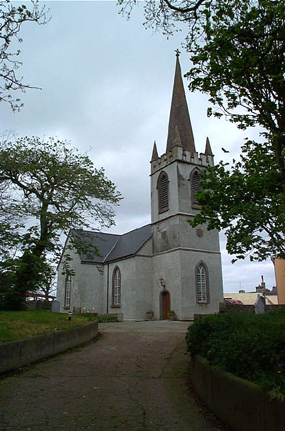
St. Anne’s Church
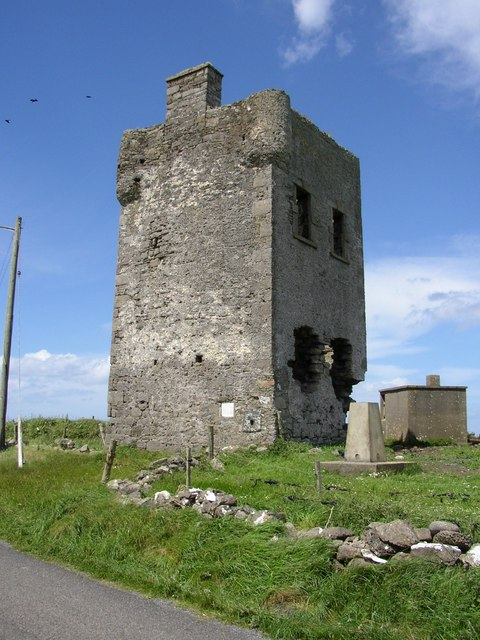
Rathlee Tower
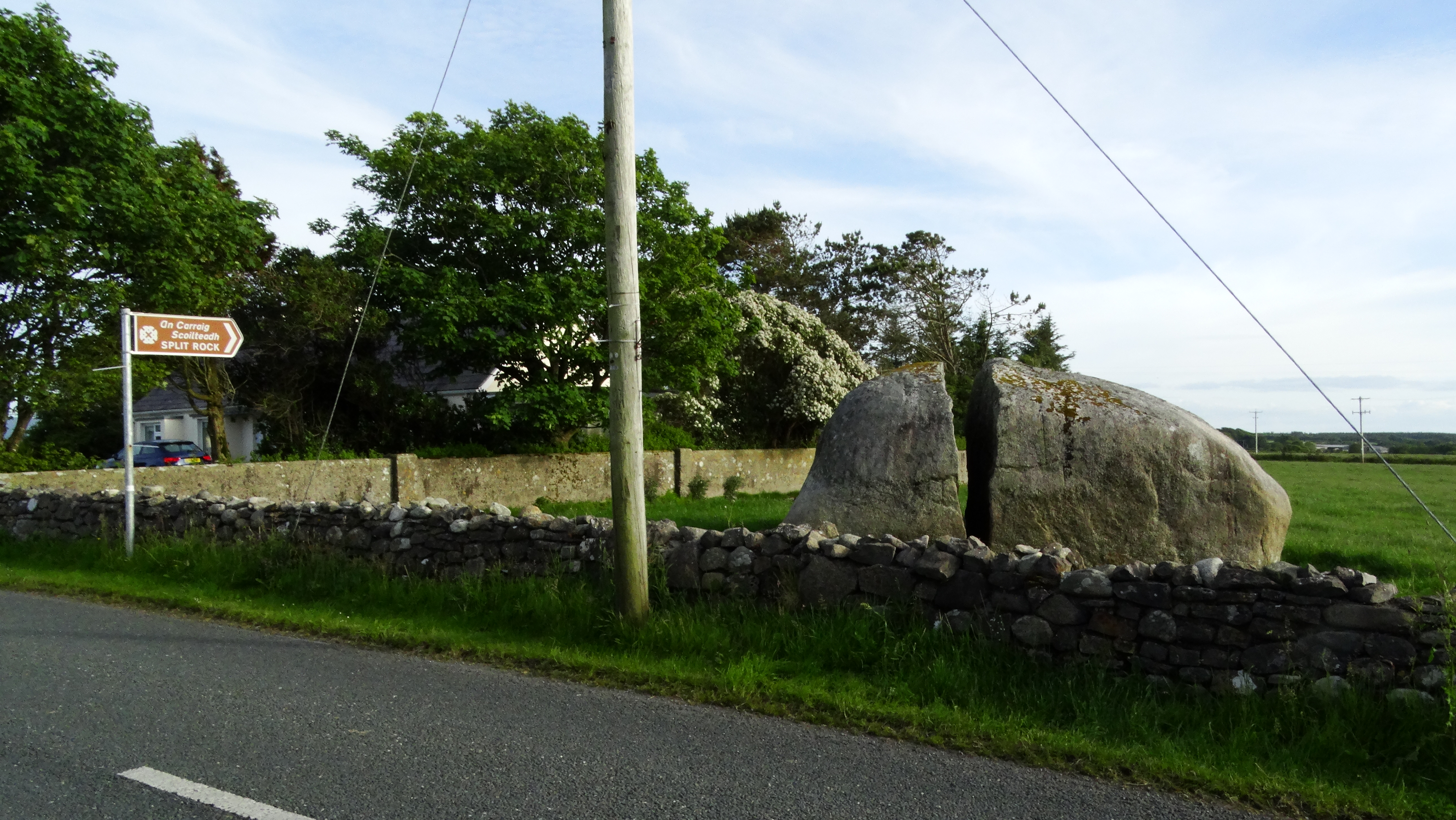
Split Rock
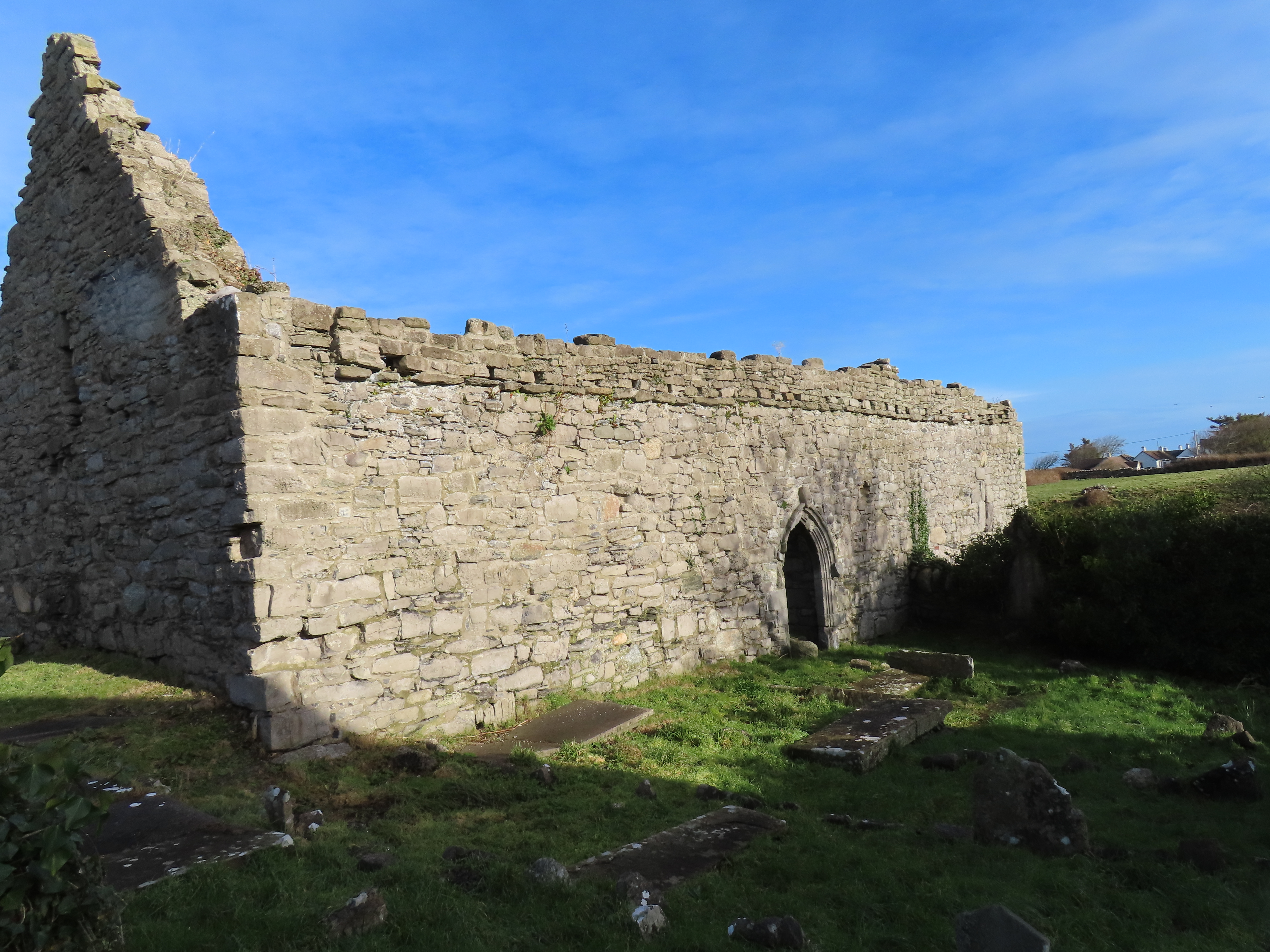
Easky Abbey

Der Split Rock (An Charraig Scoilte) ist ein Findling aus der letzten Eiszeit, der auf eigentümliche Weise gespalten ist. Er befindet sich an der R297 etwa zweieinhalb Kilometer südöstlich von Easky.
Nur noch in Resten vorhanden ist Easkey Abbey, d. h. im Wesentlichen die Ruine der Klosterkirche. Der Friedhof wurde noch bis ins späte 19. Jahrhundert genutzt.
Gegenüber der weiterführenden Schule von Easky (Coláiste Iascaigh) befindet sich das 1870 errichtete Courthouse (Gericht). 2010 wurde es endgültig geschlossen, dann aber als Versammlungsort genutzt.
Sowohl eine protestantische Kirche, die 1820 im Ortskern errichtete St. Anne’s Church, als auch eine katholische Kirche, die 1833 etwas außerhalb errichtete und 2003 renovierte St. James the Great Church, befinden sich hier.

## Persönlichkeiten
- Charles Alexander MacMunn (1852–1911), Mediziner, 1884 Entdecker der Cytochrome
- Fred Conlon (1943–2005), Bildhauer
- Jack Harte (* 1944), Schriftsteller